# Malachias Siebenhaar
Malachias Siebenhaar (1616 - 1685) fou un compositor alemany del Barroc distingit principalment com a autor de motets i madrigals. El Museu Britànic de Londres posseeix algunes de les seves obres impreses.